# Gmina Newton (hrabstwo Buchanan)

Położenie Gminy Newton w hrabstwie Buchanan

Gmina Newton (ang. Newton Township) – gmina w USA, w stanie Iowa, w hrabstwie Buchanan. Według danych z 2000 roku gmina miała 423 mieszkańców.